# 1000万回のキス
「1000万回のキス」（いっせんまんかいのキス）は、日本の歌手・倉木麻衣の楽曲。倉木の35枚目のCDシングルとして、2011年3月9日にNORTHERN MUSICから発売された。

## 概要
前作「SUMMER TIME GONE」より約半年ぶりとなるシングル。楽曲は、前作に引き続き5度目のKOSE『エスプリーク プレシャス』CMソングとなった。CMへのタイアップとはアレンジが異なる。
シングル盤は初回限定盤と通常盤の2形態での発売、さらにファンクラブ会員とMusing会員限定で発売されるMusing&FC盤も含め、実質的に3形態での発売となる。ジャケットもそれぞれ異なる。規格品番は、初回限定盤がVNCM-6019、通常盤がVNCM-6020、Musing&FC盤がVNCF-6022。初回限定盤には特典として、全24ページのフォトブックが封入されている。Musing&FC盤には、MAI KURAKI SPECIAL PHOTO MOVIE視聴用URL・QRコードと、オリジナル携帯待受画像ダウンロード用URL・QRコードが封入される。
作曲を担当した大野愛果は後に2013年12月発売のアルバム『Silent Passage』でセルフカバーをした。
リリースから2日後の3月11日に東日本大震災が発生した為、本作を含めた作品が一時的に自主回収する形となった（現在は販売を再開している）。

## シングル収録曲
1. 1000万回のキス [5:02]
作詞: 倉木麻衣 / 作曲: 大野愛果 / 編曲: 葉山たけし
2. さよならは まだ言わないで [4:38]
作詞：倉木麻衣 / 作曲・編曲：FOOTBREAD / ギター: Sang Hyun Park
3. 1000万回のキス -Instrumental- [5:05]
4. さよならは まだ言わないで -Instrumental- [4:35]

## 収録アルバム
- OVER THE RAINBOW